# Falk (Verlag)

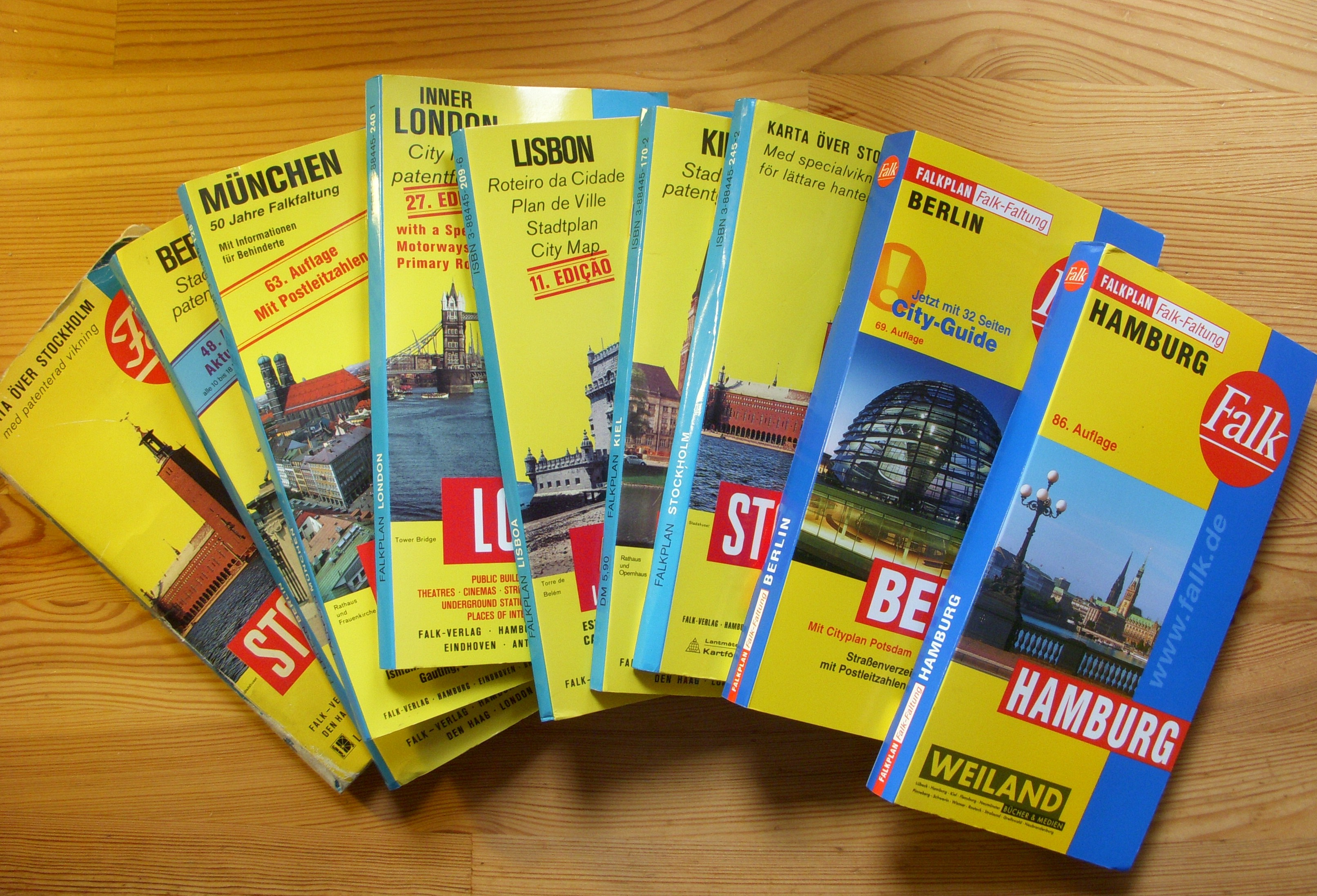
Stadtpläne des Falk-Verlags mit der Patentfaltung

Der Falk-Verlag war ein auf Stadtpläne und Landkarten spezialisierter Verlag. Er wurde im Herbst 1945 von Gerhard Falk in Hamburg gegründet und war bis 1996 in Familienbesitz. Nach dem Verkauf an den Bertelsmann-Konzern gab dieser den Falk-Verlag 1998 an die MairDumont-Gruppe. Das Unternehmen wurde zum 30. August 2012 Teil von MairDumont.

## Geschichte
Die Legende besagt, dass Gerhard Falk versuchte, sich 1945 im zerstörten Hamburg zurechtzufinden und sich dabei über einen unhandlichen Stadtplan der Großstadt ärgerte. Dabei kamen ihm zwei Ideen, die zu einem völlig neuartigen Produkt führten:
1. Die parabolische Projektion (sog. Hyperboloid-Projektion) erlaubte es, innerhalb des Stadtplans gleitend den Maßstab zu ändern. Die im Zentrum liegende Innenstadt mit ihren engen Straßen wurde hierbei größer dargestellt als die Randbezirke. Im Nachkriegsdeutschland war es äußerst schwierig, Papier zum Bedrucken zu organisieren. Diese Projektion half, Papier zu sparen, da nur ein kleineres Format bedruckt werden musste.
2. Eine für Falk 1948 patentierte Falttechnik erlaubte es dem Benutzer, sich in dem Plan zurechtzufinden, ohne diesen komplett zu entfalten.[5] Obwohl der Plan immer noch auf einem einzigen Blatt gedruckt ist, kann man damit in alle Richtungen blättern. Die Falk-Pläne wurden bis in die 1990er Jahre manuell von Heimarbeitern gefaltet, erst seit den 1990er Jahren wurden Automaten zur maschinellen Faltung der gängigsten Größen eingesetzt. Entwickelt wurde die Maschine von Alfred Vogtländer; sie war ebenfalls durch Patent geschützt.[6]

Dank dieser Neuerungen, aber auch dank einer durchdachten Marketing-Strategie (so wurde zum Beispiel stets der Begriff Falkplan verwendet, um den Stadtplan untrennbar mit dem Firmennamen zu verknüpfen) wuchs der Verlag schnell und stieg zum führenden Stadtplanproduzenten Europas auf, der Karten der größten Städte Deutschlands, aber auch der wichtigsten Hauptstädte Europas und von New York, Rio de Janeiro u. a. im Programm hatte.
Außerdem fertigte das Kartographische Institut Falk G.m.b.H. unter I. Siedentop Atlas-Karten, die auch vom Falk-Verlag verlegt wurden. So erschien um 1948 dort z. B. Falk's kleiner Welt-Atlas mit 27 Karten verschiedener Maßstäbe (1:190.000.000 bis 1:3.500.000) in einem in Leinen gebundenen Büchlein.

### Die ersten Jahre
1945, nach dem Zweiten Weltkrieg und während der Besatzung durch die Briten, begannen nach Erkundungen mit dem Fahrrad die Arbeiten zur Erstellung eines Stadtplans von Hamburg mit drei freien Mitarbeitern in den Räumen über einer Gaststätte in Hamburg-Hoheluft.
1946 konnte ein Büro in Hamburg-Winterhude genutzt werden. Im Juni erschien nach acht Monaten Arbeit mit einer Papierzuteilung und Genehmigung der britischen Besatzungsmacht die erste Auflage des Hamburg-Stadtplans in Hyperboloid-Projektion und mit Patentfaltung sowie einer Darstellung der total- und teilzerstörten Gebiete der Stadt in Grau- bzw. Rottönen, die nach ganz kurzer Zeit verkauft war. Innerhalb der ersten zwölf Monate wurden 70.000 Exemplare für jeweils 3 RM verkauft. Im Dezember wurde der zweite Stadtplan (Hannover) fertig gestellt.
1947, Umzug ins Hamburger Kontorhausviertel (Sprinkenhof mit zunächst fünf Räumen an der Burchardstraße), Gründung einer Niederlassung in West-Berlin und eines Schwesterunternehmens in Den Haag; die Pläne von Hannover, Düsseldorf, Frankfurt (Main) und München erschienen, was durch die Einrichtung der wirtschaftlichen Bizone erleichtert wurde. Von Hamburg erschien erstmals die „Große Ausgabe“ als neugezeichneter und wesentlich umfangreicherer Plan. In der bei Falk üblichen Auflagenzählung entspricht dieser neue Plan der 6. Auflage. Der bisherige Hamburger Ur-Plan wurde weiter aktualisiert und nun als „Kleine Ausgabe“ vertrieben. Außerdem erschienen erste Sonderausgaben für die Hamburger Hochbahn AG.
1948, die ersten Pläne von Berlin (viersprachig) und Nürnberg erschienen im Frühjahr (Nürnberg: Andruck im Januar, Auflagedruck – zunächst 20.000 Exemplare – im Mai, 1. Ausgabe im Juni; Gesamtauflage 60.000 Exemplare); im Mai 1948 erschien mit Genehmigung der britischen Besatzungsmacht in einer Auflage von 30.000 Exemplaren eine Karte von Falks Lieblingsinsel Sylt mit einem Plan von Westerland, auf dem neben den Straßen jedes Haus mit seiner Nummer eingetragen war, daneben eine Aufstellung der Pensionen mit dem Namen des Hauses und seiner Adresse, ebenfalls waren auf dem Plan der Fahrplan der Inselbahn, die Fahrzeiten von zwei Schnellzügen von bzw. nach Hamburg sowie des HAPAG-Seebäderdienstes zwischen Hörnum und Cuxhaven bzw. Hamburg verzeichnet; die Belegschaft des Verlages bestand nun aus 35 Personen, alle unter 30 Jahre alt, es gab bereits 17 Kartentitel. Nach der Währungsreform erhielten immer mehr Titel einen robusten Hochglanz-Einband; vorher wurde einfacher bedruckter Karton verwendet.
1949, die ersten Auslandsstadtpläne erschienen (Amsterdam, Rotterdam, Den Haag und Rom), ebenso der erste Autoatlas der neu gegründeten Bundesrepublik Deutschland
1950, die erste Million Pläne waren verkauft worden; von Berlin erschien eine wesentlich erweiterte „Große Ausgabe“, die Kartenfläche war nach Süden erweitert worden. Mit Rom erschien der erste in Hamburg erstellte Auslands-Stadtplan.
1951, als erster außereuropäischer Stadtplan erschien São Paulo (für Brasilien, wo zu dieser Zeit viele Deutsche wohnten; Südamerika war wichtiger Handelspartner)
1952, der Welt-Seuchen-Atlas wurde im Auftrag der US-Navy unter der Leitung von Ernst Rodenwaldt hergestellt.
1953, Arbeiten am großformatigen Stadtplan Ruhrgebiet im Maßstab 1:50.000 sowie den Stadtplänen Rio de Janeiro und Kopenhagen begannen, 30 feste Mitarbeiter. Auf die bisher übliche Darstellung der „teil- und totalzerstörten Gebiete“ deutscher Großstädte wurde nun verzichtet.
1954, Auftrag zur Herstellung eines Weltatlas für die Büchergilde Gutenberg, der Lichtsatz (zunächst mit Hohlux-Gerät) wurde eingeführt
1955, u. a. erschienen der Stadtplan Dortmund und ein Autoatlas Österreich, für ein Gutenberg-Lexikon wurden die thematischen Karten erstellt, die Foliengravur wurde erprobt und für die Neuherstellung eingeführt
1956, der völlig neu gezeichnete, umfangreichere Denkende Falk-Plan Hamburg erschien (Redaktionsschluss 1. Aufl. Dez. 1955), zahlreiche Stadtpläne waren in Arbeit, darunter auch London und Paris. Von Hamburg gab es mittlerweile vier verschiedene Kartentitel für jede Zielgruppe: der „Denkende“ Falkplan (DFP) mit dem gesamten Stadtgebiet vor allem für Behörden und Firmen (lt. Vorwort), die Große Ausgabe als klassischer Plan mit dem wesentlichen Stadtgebiet sowie Harburg und Bergedorf auf Beikarten, die kleinere „Volksausgabe“ (später als Touristplan bezeichnet) und „Der kleine Falkplan“, der gefaltet 8 × 10 cm groß war und auf dem Ur-Plan von 1946 basierte und somit nur das innere Stadtgebiet darstellte.
1957, der Autoatlas Europa entsprach dem aufkommenden Tourismus und Warenverkehr
Für Industrie-Aufträge kleiner Karten(ausschnitte) wurde eine spezielle Faltung entwickelt und patentiert (Starfold); auch andere Karten konnten zu Werbezwecken als Sonderausgaben, auch mit zusätzlichen Aufdrucken und Einbänden, bestellt werden.
1959, die Stadtpläne St. Louis und New York sowie der US-Road-Atlas sollten neue Märkte in Nordamerika erschließen
1960, die Falk-Mondkarte mit der naturähnlichen Darstellung der von der Erde aus sichtbaren Seite erschien, außerdem u. a. die Stadtpläne der BRD-Hauptstadt Bonn, Wuppertal, Saarbrücken und der österreichischen Hauptstadt Wien. Im Oktober erschien für 2,50 DM unter der Verlags-Nr. 462 der sogenannte Falk Pilot-Plan Hamburg im gleitenden Maßstab 1:33.500–1:83.500, in dem das vereinfachte Straßennetz und die bebauten Teile Hamburgs und der näheren Umgebung in Grau dargestellt waren, dazu waren die Schienenstrecken, Parks, Wälder und vor allem zahlreiche Sehenswürdigkeiten und Besonderheiten als Vignetten vom für Falk arbeitenden Graphiker Alfred Grobe gestaltet. Diese Vignetten wurden am Rand wiederholt und mit Texten von Frank J. Wagner erklärt. Es gab nun über 80 Verlagsprodukte und 75 Mitarbeiter. Die Titelcover der bisher individuell für jede Stadt gestalteten Falk-Pläne wurden vereinheitlicht: Hintergrund gelb, Wahrzeichen als s/w-Foto, Städtename weiß auf rotem Balken, rechter Rand cyanblau mit Straßenraster, Falk-Logo rechts oben.
1961, Falk wurde als Europas größter Stadtplan-Verlag bezeichnet, das Vertriebsnetz wurde mit Gebietsvertretern ausgebaut, die die Buchhändler, Tankstellen usw. in der jeweiligen Region belieferten
1962, nach der großen Sturmflut im Februar 1962 erschien im Mittelteil des beigehefteten Verzeichnisses in der 33. Auflage des patentgefalteten Stadtplanes Hamburg der sogenannte Falk Stadtspiegel, der journalistisch von Gertrud Schröder in verschiedenen Artikeln über Themen der Stadt (z. B. „Die große Flut …“, „1961: 1 848 000 Hamburger!“, „Was kostet eine Wohnung in Hamburg?“ und „Hamburg am Abend …“). In der 35. Auflage vom August 1963 des Hamburg Stadtplans war ein Stadtspiegel des zweiten Jahrgangs eingeheftet. Diese Stadtspiegel sollten in den Stadtplänen der 30 größten Städte erscheinen. Der in der 21. Auflage des Stadtplans Frankfurt eingeheftete Stadtspiegel berichtete im Juli 1962 mit folgenden Artikeln: „1961 beschlossen: Unterpflasterbahn!“, „Banken – Messen – Großbetriebe“, „Universität mit 7.800 Studenten“ und „Tips für fremde Autofahrer!“, aber auch die Frage „Was kostet eine Wohnung?“ wurde beantwortet.
Zeittypisch wurde für die Falk-Pläne mit prägnanten Sprüchen geworben: „Nicht verlaufen, Falk-Plan kaufen“ oder „Planlos läuft er durch die Stadt, weil er keinen Falk-Plan hat“.
In den Niederlanden stellte die Schwesterfirma Stadtpläne (mit orangefarbener Bebauung) und Autokarten für den niederländischen und belgischen Markt her, die ebenfalls unter dem Markennamen „Falk“ vertrieben werden.
Der Stadtatlas von Hamburg („Elfha“-Plan) wurde von einem anderen kartographischen Betrieb übernommen und in Buchform fortgeführt sowie in den folgenden Jahren erweitert.
Die vom Falk-Verlag ebenfalls entwickelte Weltzeituhr (1965) bestand aus einem sich drehenden, von innen teilweise beleuchteten Zylinder, auf dem eine Weltkarte in winkeltreuer Mercator-Projektion mit Darstellung der Zeitzonen abgebildet war. Beleuchtet wurde die entsprechend des Sonnenstandes jeweils bestrahlte Seite, wobei die Jahreszeiten berücksichtigt gewesen sein sollen.

### Weiterer Ausbau in den 1960er und 1970er Jahren
In den 1960er Jahren wurde der Autoatlas Bundesrepublik Deutschland völlig neu hergestellt, außerdem erschien der Autoatlas Von Kopenhagen bis Mailand. Neue Stadtpläne einiger kleiner und mittlerer deutscher Städte erschienen als „Anzeigenpläne“ ohne Hardcover, bei denen auch neben der Hauptkarte auf der Vorderseite verkaufte Anzeigen platziert wurden. Daneben wurden extra produzierte Karten auch als Werbemittel an Firmen verkauft, außerdem wurden Ausschnitte von Karten sowie die bei Stadtplänen vorgehefteten Übersichtskarten im bestimmten Format, insbesondere mit Werbeeindrucken, in spezieller Faltung mit Kartonumschlag als „Starfold“ gefertigt.
Von der Insel Sylt wurde eine Karte mit besonderer Darstellung der Ortschaften erstellt. 1969 wurde zusammen mit dem ADAC ein spezieller „Auto-Stadt-Plan Hamburg“ mit dem Untertitel „Falkplan Städtemagazin“ für 4,80 DM herausgegeben, der neben dem auf das Format DIN A 4 gefalztem Stadtplan von Hamburg und einer Umgebungskarte, Karten von Orten der näheren Umgebung, eine Karte „Park nach Plan“ von Hamburgs Alt- und Neustadt mit Kennzeichnung der Straßenbereiche mit Parkuhren und der möglichen Parkdauer sowie der Parkhäuser und Parkplätze, eine Karte „Schleichwege zwischen Hamburg und der Ostsee“, ein Verzeichnis der Straßen innerhalb und außerhalb Hamburgs, Verzeichnisse von Kfz-Werkstätten, ADAC-Vertragshotels und einige andere (insgesamt über 1000 Adressen), Informationen über den ADAC Gau Hansa, außerdem ein Artikel „Die Weltstadt explodiert · Alles in und um Hamburg wächst: die Region, die Anzahl der Menschen, Autos, Straßen“ von Werner Stahl, der auch Autor der von Falk vertriebenen Stadtführerreihe „… von sieben bis sieben“ war, enthielt.
Ab 1970 bestand eine Kooperation mit dem Berlitz-Verlag in Lausanne. Für die Berlitz-Reiseführer wurden Karten erstellt. Dafür wurden die Berlitz-Reise- und Sprachführer in das Falk-Vertriebsprogramm übernommen.
Durch die zunehmende Ausdehnung vieler Städte (Gebietsreform) mussten viele Stadtpläne erweitert werden. Der Duktus der verschiedenen Stadtpläne wurde einander angeglichen, neue Techniken wurden eingeführt (Vierfarbdruck). Im Sprinkenhof an der Burchardstraße wurden weitere Räume angemietet, da die Beschäftigtenzahl stieg und auch weiter neue Kartographen ausgebildet wurden. An der Wendenstraße in Hamburg-Hammerbrook wurden Räume zur Verwendung als Lager bezogen.
In den 1970er Jahren wurden Autokarten auch für die Treibstoff-Firma Texaco produziert. Die zunehmende Verständigung mit dem Ostblock ließ neue Kartentitel wie Moskau, Budapest, Prag, Sofia u. a., aber auch Peking in den Vertriebslisten erscheinen. Dies wurde auch durch eine Kooperation mit dem ungarischen kartographischen Betrieb Cartographia Budapest erreicht, der diese Stadtpläne produzierte. Auch eine ganze Reihe Pläne westlicher Städte wurden von den Ungarn hergestellt (z. B. Oslo, Dublin, Liège, Koblenz, Oldenburg, Regensburg), außerdem die „Autokarte Deutschland D/DDR“ im Maßstab 1:800.000 mit den beiden deutschen Staaten. In Zusammenarbeit mit Gunther W. Holtorf entstand ein Stadtplan von Jakarta, der 1977 erschien. Holtorf beschaffte Unterlagen vor Ort und entwickelte die Karte mit ständigen Verbesserungen und Erweiterungen zu einem Stadtatlas, der als Jakarta 9. Ausgabe wieder mit Zusammenarbeit von Cartographia Budapest erschien und anschließend ebenfalls erweitert wurde. Das Urheberrecht lag bei Holtorf.
Als Geschäftsführer war bereits vorher Helge Lintzhöft eingesetzt. Dies führte dazu, dass der Geschäftsbetrieb keinen großen Schaden nahm, als Gerhard Falk im Jahr 1978 auf Sylt starb.

### Die 1980er Jahre und weitere Kooperationen
Der Verlag wurde 1979 in eine GmbH umgewandelt, blieb aber weiter in Familienbesitz, die Geschäftsführung lag weiterhin bei Lintzhöft. Die Ausweitung der Produktpalette durch weitere Stadtpläne (z. B. Hof, 1981 hergestellt für den Falk-Verlag durch Haupka), Straßenkarten und Autoatlanten und die Erweiterung des Vertriebsprogramms auf andere Verlagsprodukte wie Stadtpläne kleinerer Städte, Stadtatlanten der großen Ballungsräume und Karten mittlerer Maßstäbe (1:100.000 und 1:250.000) aus der Neuherstellung durch den aufstrebenden hessischen Kartographie-Betrieb Haupka und bestehenden Straßen- und Länderkarten vom Ravenstein-Verlag begründeten weiterhin die Marktbedeutung. Von den größten deutschen Städten wurden ab 1988 zusätzlich zu den „patent“-gefalteten Ausgaben Stadtpläne mit einfacher Leporello-Faltung herausgebracht, die neben der Hauptkarte und den daneben platzierten Innenstadtkarte und Übersichtskarte auf der Rückseite eine Umgebungskarte von Haupka erhielt. Diese sogenannten „Falk-Extra“-Pläne wurden auch bei Haupka in Bad Soden gedruckt. Die Druckaufträge der beim Falk-Verlag in Hamburg und Berlin geführten Kartentitel wurden weiterhin an verschiedene Druckereien im Hamburger Raum und in West-Berlin vergeben, die von Cartographia Budapest produzierten Titel wurden meist auch dort gedruckt, die Korrekturvorlagen für die Karten deutscher und westeuropäischer Städte wurden allerdings durch die Redaktion in Hamburg erstellt.
Eine Kooperation mit dem Tourist Verlag der DDR ermöglichte die Herausgabe eines „patent“gefalteten Stadtplans von der Messestadt Leipzig mit der Kartographie des Tourist-Verlages. Nach der Wende in der DDR wurde sofort die Herstellung von neuen Stadtplänen der größten Städte der neuen Bundesländer (Leipzig, Dresden, Magdeburg, Halle, Chemnitz, Rostock und Erfurt) in Angriff genommen. Die Stadtpläne weiterer, kleinerer Städte erfolgten – mit einfacher Leporellofaltung – in gewohnter Weise durch Haupka als Falk-Extra-Pläne. Außerdem entstand in Hamburg eine völlig neue Autokarte, in dem auch das Gebiet der ehemaligen DDR enthalten war, mit der „Autokartenfaltung“.

### Bruch mit Haupka, Kooperation mit Bertelsmann mit anschließendem Verkauf
Anfang der 1990er Jahre wurde die Kooperation mit Haupka, der inzwischen den Ravenstein-Verlag übernommen hatte, nicht verlängert, da der Geschäftsleitung des Falk-Verlages die gestiegenen Forderungen von Bernd Haupka zu weit gingen. Die durch das Ende der Zusammenarbeit im Vertriebsprogramm entstandenen großen Lücken wurden durch – teilweise eilig zusammengestellte – umgearbeitete Produkte aus dem RV Reise- und Verkehrsverlag, der zum Bertelsmann-Konzern gehörte, versucht zu schließen. Dies betraf insbesondere fast alle Stadtatlanten und die Landkarten mittlerer Maßstäbe. Die Neuherstellung vieler Stadtpläne der kleineren Städte und die Erweiterung der nicht so umfassenden Stadtatlanten aus RV-Kartensubstanz war sehr zeit- und kostenaufwändig. Der gesamte kartographisch/technische Bereich der beiden Verlage (Falk und RV) wurde zum 1. Juli 1994 in der neuen Firma GeoData geographische Datenbanken GmbH & Co. KG mit Sitz in Werder bei Potsdam – und damit im förderungswürdigen Beitrittsgebiet – zusammengefasst, die den beiden Verlagen (Falk sowie RV und damit Bertelsmann) zu je 50 % gehörte. Standorte der GeoData waren anfangs die Büros in Berlin, Hamburg, Leipzig (Lindenthal), Stuttgart und Werder bei Potsdam. Vorher – Anfang 1994 – wurde die Falk-Verlag für Landkarten und Stadtpläne Gerhard Falk GmbH in die Falk-Verlag AG umgewandelt. Rolf Meyer-Riedt, der Ehemann von Falks zweiter Frau Evelyn, war der Vorsitzende des Aufsichtsrats, ihm gehörte auch das Firmengelände mit dem Büro- und Produktionsgebäude in Hamburg-Bergedorf (damals Im Gleisdreieck, später Gerhard-Falk-Str.), das der Verlag 1992 bezog – und dafür eine hohe Miete zahlte.
Mitte 1996, ein Jahr nach dem 50-jährigen Firmenjubiläum, verkauften die Kinder des Firmengründers, Alexander Falk, seine Schwester Janina und die ältere Tochter aus erster Ehe Karin Falk, ihre geerbten Verlagsanteile für 50 Millionen DM an die Bertelsmann Buch AG. Der Verlagssitz wurde für diese Zeit von Hamburg nach München verlegt. Bereits zwei Jahre später (Ende 1998) verkaufte Bertelsmann den Falk-Verlag sowie den RV-Verlag und die GeoData an den Mairs Geographischer Verlag (Marco-Polo-Reiseführer, Baedeker). Der Firmensitz wechselte damit nach Ostfildern.

### Weitere Umstellungen und Angleichungen
Die Stadtplan-Produktpalette wurde Mitte der 1990er Jahre kartographisch größtenteils auf die gröbere RV-Kartendarstellung in einheitlichem Maßstab umgestellt. Die Qualität der Kartographie war bei den Falk-Stadtplänen historisch gewachsen sehr unterschiedlich: Bei einigen Stadtplänen wurden sehr viele und genauere Informationen geboten, bis hin z. B. zu Hausnummern, in anderen weniger. Die Pläne, in denen noch Kartographie aus Falk-Substanz verwendet wurde (für die Großstädte Berlin, Hamburg, Bremen, Hannover, Dortmund, Köln, Frankfurt/M., Nürnberg, Stuttgart, München), zeichneten sich durch die Hyperboloid-Projektion insbesondere an den Stadträndern durch eine kleinere Darstellung aus. Um den Jahrhundertwechsel wurden für Hannover, Dortmund, Köln, Frankfurt/M., Nürnberg, Stuttgart, München die Versionen Extra (= ohne Falk-Faltung in „normaler“ Zickzack-Faltung) mit der gröberen RV-Kartographie im einheitlichen Maßstab angeboten.
Die Pläne ausländischer Städte wurden Ende der 1990er Jahre mit sehr vereinfachter neuer Kartographie im Maßstab 1:15.000 herausgebracht, was zur Folge hatte, dass teilweise deutlich weniger Stadtgebiet abgebildet und z. T. wesentlich weniger Information (z. B. keine Darstellung von Bahn- und Buslinien oder Einbahnstraßen) gezeigt wurde als zu Hamburger Falk-Zeiten. Das dürfte für touristische Zwecke in vielen Fällen ausreichend sein, war aber dennoch ein großer Verlust an Information.
Nach der Übernahme der ADAC-Tochterfirma CartoTravel Verlag (Bad Soden, ehemals Haupka) im Juli 2007 wurde die Stadtplan-Kartographie wieder einmal umgestellt. Viele Falk-Pläne erschienen nun mit der feineren Haupka-Kartendarstellung der ADAC-Stadtpläne, die damit nach etwa 15 Jahren wieder in Falk-Stadtkarten zur Ausführung kam. Damit waren identische Kartendarstellungen unter verschiedenen Marken (Falk und ADAC), aber in verschiedenen Farben zu bekommen.

## Elektronische Angebote
Das Portal Falk.de bietet Dienste von der Routenplanung über Hotelservice bis zur Navigationssoftware an. Hier sind auch interaktive Routenplaner und Navigationssysteme für das Handy oder den Personal Digital Assistant (PDA) zu haben wie beispielsweise der Falk Navigator. Darüber hinaus wurde ab 2008 eine Flottensteuerung mit elektronischem Fahrtenbuch, Fahrzeugortung und Verfolgung inklusive mobiler Navigation angeboten.
2009 betrug der Umsatz von Falk Navigation 35 Mio. Euro.

## Verwechslungsgefahr
Der Verlag Falk steht in keiner Verbindung mit der Falk eSolutions AG, einem Tochterunternehmen von DoubleClick (Google).